# Mizuma (Fukuoka)
Mizuma (三潴町 Mizuma-machi?) fue el nombre con el que se conocía a un pueblo localizado en el distrito de Mizuma, prefectura de Fukuoka, Japón.
El 5 de febrero de 2005 Mizuma, junto con los pueblos de Kitano, Fukuoka, del distrito de Mii, Fukuoka, el pueblo Jōjima, Fukuoka, también del distrito de Mizuma, Fukuoka, el pueblo de Tanushimaru, Fukuoka del distrito de Ukiha, dejaron de ser municipios independientes y fueron anexados a la ciudad de Kurume.
En el año de 2003, el pueblo tenía una población estimada de 15,606 habitantes y una densidad de 969.32 personas por km². El área total era de 16.10 por km².